# قلعه، ملطیه
قلعه {{ترکی|Kale) یا قره‌قلعه یک منطقهٔ مسکونی در ترکیه است که در استان ملطیه واقع شده‌است.